# روبن آنقالادیان
روبن سارگسی آنقالادیان (ارمنی: Ռուբեն Սարգսի Անղալադյան؛  زادهٔ ۱۰ ژوئن ۱۹۴۷ یا ۱۰ ژوئیهٔ ۱۹۴۷) شاعر، مترجم، محقق تاریخ هنر، نویسنده ادبیات کودک و فیلسوف اهل ارمنستان است.

## زندگی‌نامه
وی در ۱۰ ژوئن یا ۱۰ ژوئیه ۱۹۴۷ در آخالتسیخه به دنیا آمد و از دانشگاه دولتی سن پترزبورگ فارغ‌التحصیل گشت. وی عضو اتحادیه نویسندگان ارمنستان و اتحادیه نویسندگان شوروی بوده‌است. همچنین برندهٔ جوایزی همچون مدال طلای وزارت فرهنگ جمهوری ارمنستان و چهره فرهنگی شایسته جمهوری ارمنستان شده‌است.